# Camille Huysmans
Jean Joseph Camille Huysmans (ook Kamiel Huysmans genoemd) (Bilzen, 26 mei 1871 - Antwerpen, 25 februari 1968), geboren als Camiel Hansen, was een Belgisch journalist en socialistisch politicus voor de BWP / BSP.

## Leven en werk
Camille Hansen werd geboren als de zoon van de ongehuwde Joanna Catharina Hansen. Zijn moeder wilde niet met de vader, Odomar Francken, een Luikse farmacie-student, trouwen. Hij verkreeg de achternaam Huysmans in 1881 na het huwelijk van zijn moeder met Augustinus Huysmans. Hij groeide op in het Limburgse Bilzen, waar hij als leerling van de gemeenteschool op jonge leeftijd met de Schoolstrijd werd geconfronteerd. Vanaf 1881 studeerde hij aan het Atheneum van Tongeren.

### Studie en leraarschap
Op 16-jarige leeftijd trok hij naar Luik om les te volgen aan de Ecole des Haute Etudes, een normaalschool waar toekomstige atheneumleraars werden opgeleid. Hij werd licentiaat in de Germaanse filologie, maar na zijn studies weigerde de katholieke regering hem als onderwijzer te benoemen. Huysmans keerde hierdoor noodgedwongen terug naar Bilzen, waar hij actief was als leider van een zanggroep en toneelspeler. Ook was hij actief in het verenigingsleven van zijn geboortedorp en schreef hij een aantal bijdragen voor culturele tijdschriften. Tegelijkertijd was hij een van de initiatiefnemers van de Limburgsche Maatschappij voor Taal- en Letterkunde.
In 1893 werd Huysmans tot leraar benoemd aan het vrijzinnige Collège de L'Union in Ieper. Tijdens zijn verblijf in Ieper was hij twee jaar lid van de raad van bestuur van het Willemsfonds. Vanaf 1894 was hij medewerker van het progressistische weekblad La Lutte-De Strijd, dat gesticht werd naar de invoering van het algemeen meervoudig stemrecht. Na de katholieke verkiezingsoverwinning in 1894 besloot hij aan de Universiteit van Luik te studeren om er de doctorsgraad in de Germaanse filologie te behalen. Nog voor hij afstudeerde, werd hij in december 1896 door de bevoegde minister Frans Schollaert (Kath. Partij) benoemd tot leraar ad interim in het Atheneum van Elsene. Nadat zijn tijdelijke aanstelling in januari 1897 niet werd verlengd, kwam er een einde aan zijn korte onderwijsloopbaan. De volgende jaren gaf hij wel nog les aan de Ecole des Petites Etudes en de Université Nouvelle.

### Politicus
In 1897 werd Huysmans journalist bij de liberaalgezinde krant Le Petit Bleu, wat hij bleef tot in 1905. Tegelijkertijd schreef hij onder een schuilnaam geregeld bijdragen voor Le Peuple en L'Avenir Social, de partijbladen van de Belgische Werkliedenpartij (BWP). Bij de verkiezingen van 1900 voerde hij de BWP-kieslijst voor de Kamer van volksvertegenwoordigers aan in het arrondissement Tongeren-Maaseik, maar hij werd niet verkozen. Van 1904 tot 1905 was hij eveneens actief in de Syndikale Kommissie en Huysmans werd tevens vrijmetselaar.
Huysmans had een marxistische overtuiging en was een aanhanger van de ideeën van Karl Kautsky, die de klassenstrijd van Karl Marx voor een hedendaags publiek vertaald had. Voor Kautsky bestond er namelijk een lijnrecht verband tussen toenemende industrialisering, groeiende loonarbeid en de verovering van de parlementaire meerderheid door de arbeidersklasse. Dit betekende volgens Huysmans niet alleen het opbouwen van stevige partijorganisaties voor de beslissende confrontatie met leger en politie na de vorming van een socialistische regering, maar ook dat de toekomst van het socialisme bij het zogenaamde loonproletariaat lag, dat in de Brusselse agglomeratie Nederlandstalig was. Terwijl de andere Brusselse partijleiders van de BWP vooral politiek actief waren in de middengroepen, was Huysmans in 1903 een van de initiatiefnemers van De Gazet van Brussel, die vooral gelezen werd door arbeiders in Sint-Jans-Molenbeek, Anderlecht en Vilvoorde. Het weekblad voerde vooral socialistische propaganda, maar voerde ook campagne voor de vernederlandsingsvoorstellen die begin 20e eeuw door de Vlaamse Beweging werden gelanceerd.
Van 1905 tot 1922 was Huysmans secretaris van de Tweede Internationale. In die functie had hij uitgebreide contacten met Sun Yat-sen, de leider van de eerste Chinese Revolutie, in 1911. De belangrijkste taak was het creëren van een actieve vredesfunctie. Tevens voerde hij tijdens deze eerste periode als secretaris van de Tweede Internationale tussen 1905 en 1914 een drukke correspondentie met Vladimir Lenin. Deze briefwisseling werd in 1963 uitgegeven.

### Kamerlidmaatschap

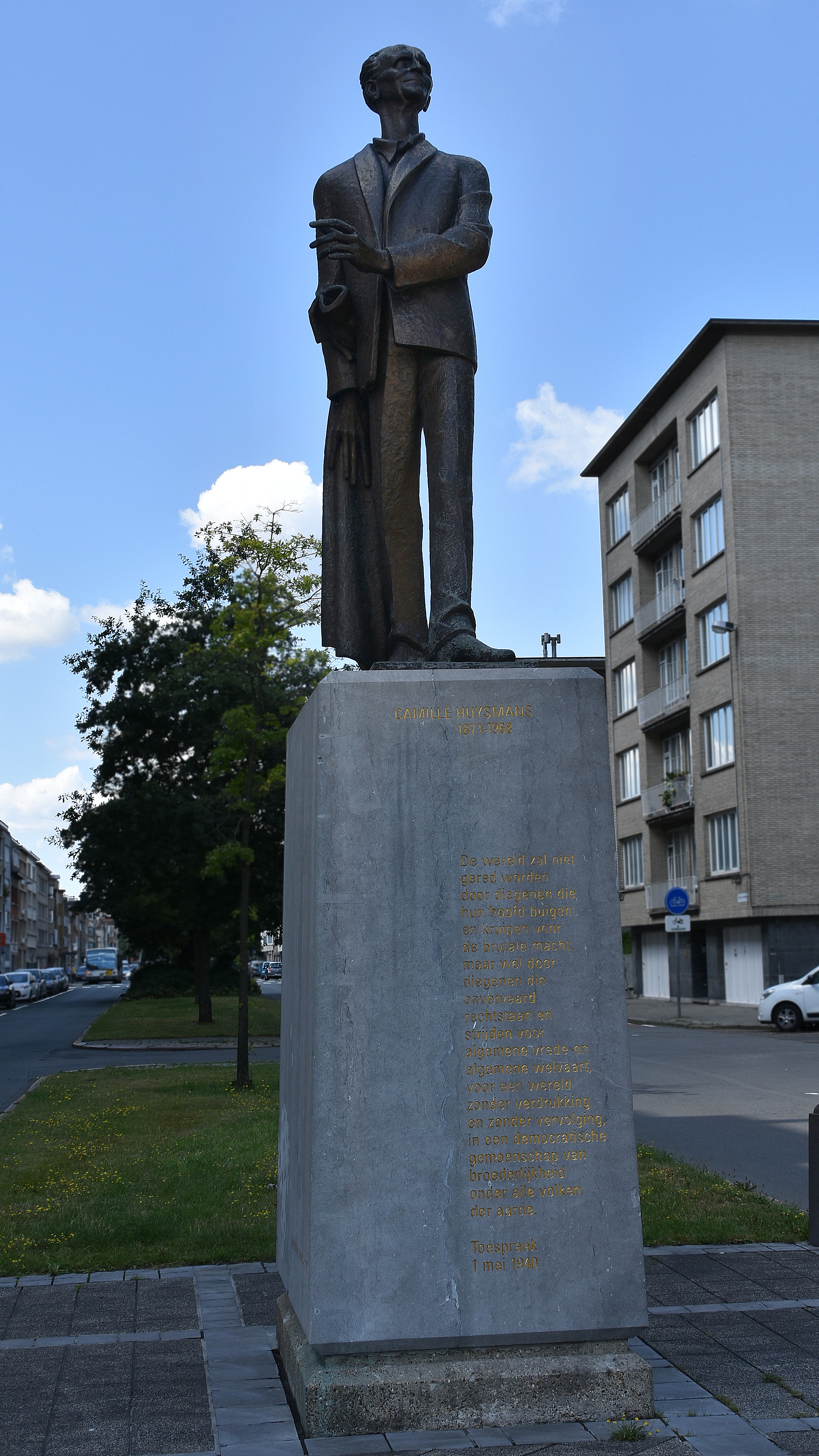
Het standbeeld van Camille Huysmans in de Camille Huysmanslaan te Antwerpen, gemaakt door Idel Ianchelevici

In 1908 werd hij voor de BWP verkozen tot gemeenteraadslid van Brussel, wat hij bleef tot in 1921. In deze functie klaagde Huysmans geregeld de taaltoestanden in de Brusselse lagere en middelbare scholen aan. In 1910 werd hij eveneens lid van de Kamer van volksvertegenwoordigers voor het arrondissement Brussel. In het parlement voerde hij samen met de katholiek Frans Van Cauwelaert en de liberaal Louis Franck, de zogenaamde Drie kraaiende hanen, campagne voor de vernederlandsing van de Rijksuniversiteit Gent. In 1911 kon hij de socialistische voorman Edward Anseele ervan overtuigen om het wetsvoorstel te ondertekenen voor de vernederlandsing van deze universiteit.
In 1914 richtte Huysmans, uit een fusie tussen De Werker en De Volkstribuun, de Volksgazet op, waarvan hij vanaf 1918 de hoofdredacteur was. Ondertussen was hij tijdens de Eerste Wereldoorlog naar Nederland en Engeland getrokken. Tijdens deze oorlog was hij een fel tegenstander van het activisme, waardoor hij zich in 1916 dan ook uitsprak tegen de Duitse beslissing om de Rijksuniversiteit Gent te vernederlandsen. Ook werkte hij in Nederland mee aan het in september 1916 opgerichte tweetalige weekblad De Belgische Socialist-Le Socialiste belge, waarin Huysmans pleitte voor culturele autonomie om op die manier radicale Vlaamsgezinden uit het activisme te houden.
In 1917 probeerde hij samen met de neutrale Nederlandse en Scandinavische socialisten een conferentie te organiseren in Stockholm om met socialisten uit de beide strijdende kampen in de Eerste Wereldoorlog een mogelijke vrede te bespreken. De tegenwerking van de geallieerde regeringen deden dit initiatief mislukken. Ook het patriottisme van de socialisten in alle oorlogvoerende landen speelde hem parten. De Russische bolsjewieken waren dit vredesinitiatief evenmin genegen.
Na de Eerste Wereldoorlog verhuisde Huysmans naar Antwerpen, waar hij de leiding van de BWP overnam van de in ongenade gevallen Modeste Terwagne. Vanaf 1919 zetelde hij voor het arrondissement Antwerpen in de Kamer, waar hij samen met Edmond Doms in januari 1921 interpelleerde over het amnestievraagstuk.
Bij de gemeenteraadsverkiezingen van april 1921 werd Huysmans tot gemeenteraadslid van Antwerpen verkozen, wat hij bleef tot aan zijn dood in 1968. Hij sloot er een bestuursakkoord met de katholieke leider Frans Van Cauwelaert, het zogenaamd "mystiek huwelijk", dat onder meer voorzag in subsidies aan het katholiek onderwijs. Huysmans werd schepen van Onderwijs en kreeg hierdoor de kans om het stedelijk onderwijs naar zijn opvattingen te hervormen.

### Minister
In juni 1925 nam hij ontslag uit het Antwerpse schepencollege om minister van Kunsten en Wetenschappen te worden, eerst in de regering-Poullet-Vandervelde en daarna in de regering-Jaspar I, wat hij bleef tot in november 1927. In deze functie herbenoemde hij een groot aantal onderwijzers die wegens activisme geschorst waren. Hoewel er op taalgebied een wapenstilstand was gesloten tussen de regeringspartijen, slaagde Huysmans erin om zijn denkbeelden door te drijven met uitvoeringsbesluiten. In de Brusselse agglomeratie dwong hij de gemeentebesturen om de taalwet van 1914 op het lager onderwijs toe te passen. Op zijn initiatief werden de Vlaamse middelbare scholen hervormd volgens het model van de wet van zijn voorganger Pierre Nolf, waardoor voortaan twee derde van de vakken in het Nederlands werd onderwezen. Daarnaast voerde hij aan de Rijksuniversiteit Gent een benoemingspolitiek, die ten voordele kwam van de voorstanders van de volledige vernederlandsing. En in 1925 benoemde hij Irène van der Bracht tot de eerste vrouwelijke hoogleraar in België.
Na het einde van zijn ministerschap in 1927 was hij medeverantwoordelijk voor de stroomversnelling op taalgebied binnen de BWP. In 1929 slaagde hij erin het Compromis des Belges, dat hij samen met Jules Destrée had uitgewerkt, te laten goedkeuren door de Vlaamse en Waalse partijtop van de BWP. Hierin werd het separatisme veroordeeld, de culturele autonomie van Vlaanderen en Wallonië aanvaard en de klemtoon gelegd op een grotere autonomie voor gemeenten en provincies. Ook speelde hij een belangrijke rol in de totstandkoming van de taalwetten van 1932, die de vernederlandsing van Vlaanderen onomkeerbaar maakten. De verrechtsing van het Vlaams-nationalisme in de jaren 1930 zorgde ervoor dat Huysmans van de Vlaamse Beweging vervreemdde.
In 1933 volgde Huysmans Frans Van Cauwelaert op als burgemeester van Antwerpen, wat hij bleef tot in 1940. Tegelijkertijd was hij van 1936 tot 1939 voorzitter van de Kamer van volksvertegenwoordigers. Van 1939 tot 1944 was Huysmans opnieuw secretaris van de Socialistische Arbeidsinternationale, waarbij hij toen ook de voorzittersrol waarnam, mede door zijn ervaringen tijdens de Eerste Wereldoorlog.
Omdat Huysmans meermaals scherp uitviel tegen het fascisme, vluchtte hij na de Duitse inval in België naar Frankrijk. Nog voor de Franse nederlaag vertrok hij samen met de liberale minister Marcel-Henri Jaspar naar Londen om er de strijd tegen Nazi-Duitsland verder te zetten. De komst van premier Hubert Pierlot en minister van Buitenlandse Zaken Paul-Henri Spaak maakte een einde aan hun hoop op de vorming van een eigen regering. Huysmans bleef echter een belangrijke rol spelen als hoofd van het Belgisch Parlementair Bureau, de vereniging van Kamerleden en senatoren die in Londen verbleven.

### Na de oorlog
Na de Bevrijding keerde Huysmans in september 1944 terug naar België. Hij werd onmiddellijk opnieuw burgemeester van Antwerpen, wat hij bleef tot in 1947. Op 3 september 1945 werd Camille Huysmans benoemd tot minister van Staat. Het jaar nadien werd Huysmans, die toen al 75 jaar oud was, in augustus 1946 eerste minister en leidde een regering bestaande uit socialisten (BSP), liberalen (LP) en communisten (KPB). Omdat de meerderheid veel te krap was en slechts 1 zetel op overschot had in de Senaat, hield deze regering niet lang stand en kwam ze in maart 1947 al ten val. In de daarop volgende regeringen Spaak III en IV was hij van maart 1947 tot augustus 1949 minister van Openbaar Onderwijs.
Tot op hoge leeftijd bleef hij zeer populair. De nationale hulde voor zijn 80e verjaardag groeide uit tot een manifestatie met meer dan 100.000 deelnemers. Op 83-jarige leeftijd werd hij in 1954 nogmaals voorzitter van de Kamer van volksvertegenwoordigers, tijdens een moeilijke politieke periode. Hij bleef deze functie uitoefenen tot in 1958.
In 1955 overleed Huysmans' eerste echtgenote, Martha Espagne. Het paar was in 1897 gehuwd in Schaarbeek. In 1957 trad Huysmans op 86-jarige leeftijd in Watermaal-Bosvoorde in het huwelijk met zijn tweede vrouw, de 35-jarige Ida Smissen.
Na de oorlog vond hij dat de Vlaamse Beweging te radicaal geworden was. Huysmans bleef trouw aan zijn vooroorlogse opvattingen en vroeg respect voor taalminderheden, terwijl de nieuwe generatie Vlaamsgezinden op de volledige eentaligheid van Vlaanderen hamerde. In 1963 verzette hij zich tegen het vastleggen van de taalgrens.
Hij was een van de weinige Belgische politici die meer dan 50 achtereenvolgende jaren lid was van de Kamer van volksvertegenwoordigers. Zijn 50-jarig jubileum werd in 1960 gevierd met een academische zitting in het parlement. Het was zijn wens om als eerste eeuweling in het parlement te zetelen, maar hij werd in 1965 van de BSP-kandidatenlijst geweerd wegens zijn hoge leeftijd. Huysmans was het niet eens met deze beslissing en kwam op met een scheurlijst, "De Socialist". Hij behaalde 14.937 stemmen, wat niet voldoende was om herkozen te worden in de Kamer. Hij werd naast Marthe Espagne, met wie hij meer dan 57 jaar getrouwd was, op het Schoonselhof begraven.

## Publicaties

### Literaire geschriften
- De duivel in de Middelnederlandsche dramatische letterkunde, proefschrift, 1891.
- Een vastenavond in 1483, Tongeren, 1891.
- Quatre types. Le renard et Ulenspiegel, le démon et le diable, in: Ça Ira, Antwerpen, 1937.
- Vier kerels. Reinaert en Ulenspiegel. De demon en de duivel, Antwerpen, 1966.
- Reinaert en Ulenspiegel, in: Nieuw Vlaams Tijdschrift, 1947.
- Chateaubriand animal politique, in: Synthèses, 1948.
- Souvenirs de Jaurès, in: Revue socialiste 1950.
- Le roman d'Ulenspiegel et le roman de Charles de Coster, Brussel, 1960.

### Historische geschriften
- (samen met Joseph Cuvelier) Toponymische studie over de oude en nieuwere plaatsnamen der gemeente Bilzen, Gent, 1897.
- La lutte scolaire de 1879 à la campagne, in: Le Peuple, 1903.
- La révolution de 1830 et le mouvement politique, Gent, 1905.

### Politieke geschriften
- Le programme et la tactique socialiste, in: L'Avenir social, 1899-1900.
- (samen met Louis de Brouckère & Louis Bertrand) 75 années de domination bourgeoise, Gent, 1905.
- La plus-value immobilière dans les communes belges, Gent, 1909.
- De Vlaamsche politiek in België, in: Vrij België, 1916.
- Camille Huysmans. Ses discours prononcés en Hollande du 9 au 31 janvier 1916, België, 1916.
- La Belgique stabilisée. Deux points de vue sur la question des langues. Le point de vue flamand, in: La Revue des Vivants, 1928.
- Hoe kan het Vlaamsch cultuurprobleem opgelost worden, in: Vlaamsche Gids, 1931.
- Het België van morgen, Antwerpen, 1945.
- België in den storm, Antwerpen, 1945.
- Brieven aan een jongen socialist, Antwerpen, 1945.
- De marionetten van Londen, Gent, 1950.
- Iets over het begin en voor morgen, in: Socialistische Studiën, 1959.
- Correspondance entre Lénine et Camille Huysmans (1905-1914), Parijs-Den Haag, 1963.

## Eretekens
- België: Minister van Staat
- België: Grootlint in de Leopoldsorde
- België: Grootkruis in de Kroonorde
- Zweden: Grootkruis in de Orde van de Poolster
- Verenigde Staten: Medal of Freedom

## Afbeeldingen

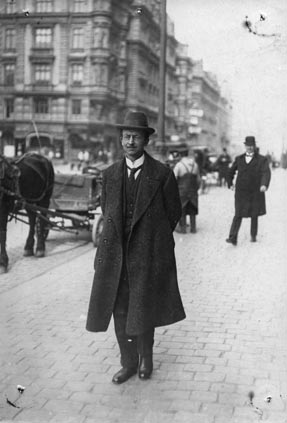
Huysmans (1917)
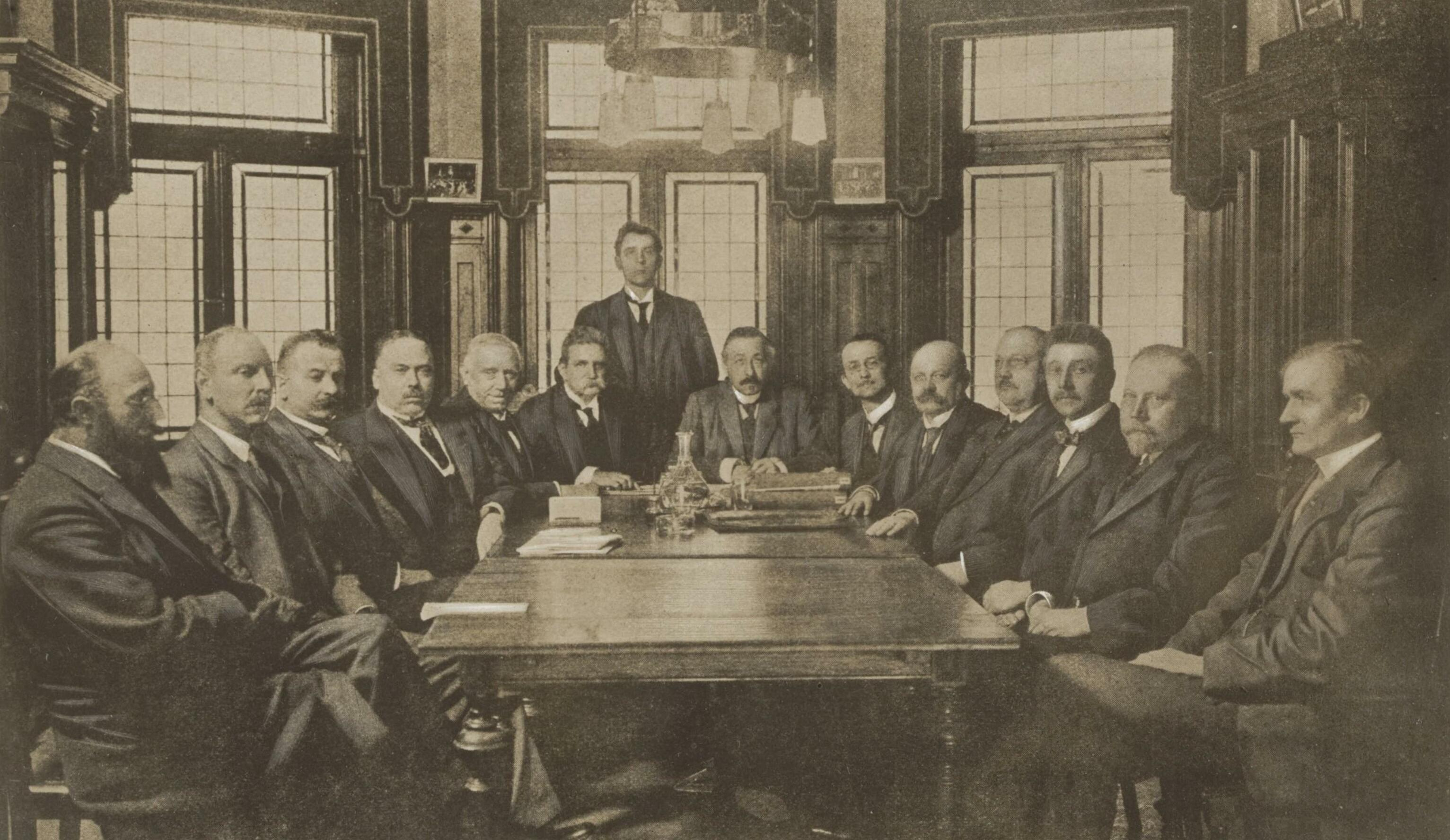
Vergadering van het Nederlands-Scandinavisch Comité ter voorbereiding van het Vredescongres te Stockholm (mei 1917)
Portret door Isidore Opsomer (1927)
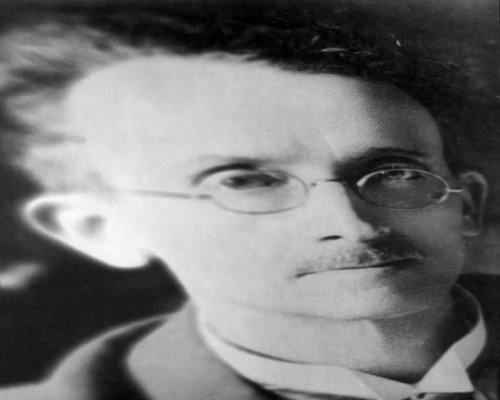
Huysmans (1931)